# E-Prix di San Paolo 2024 (dicembre)
L'E-Prix di San Paolo del 2024 è stata la gara di apertura del campionato mondiale di Formula E 2024-25, che si è disputato il 7 Dicembre 2024. Si tratta della terza edizione dell'E-Prix di San Paolo. La gara è stata ospitata dal circuito cittadino di San Paolo, attorno al Sambodromo Anhembi.

## Aspetti tecnici
La gara è stata la prima ad ospitare le vetture Gen3 Evo.

## Prove libere
(Tutti gli orari sono in Brasilia Time)

### Qualifiche
La qualifica si è disputata alle 13:40 del 7 dicembre.
| Sorteggio di gruppo | Sorteggio di gruppo | Sorteggio di gruppo | Sorteggio di gruppo | Sorteggio di gruppo | Sorteggio di gruppo | Sorteggio di gruppo | Sorteggio di gruppo | Sorteggio di gruppo | Sorteggio di gruppo | Sorteggio di gruppo | Sorteggio di gruppo |
| ------------------- | ------------------- | ------------------- | ------------------- | ------------------- | ------------------- | ------------------- | ------------------- | ------------------- | ------------------- | ------------------- | ------------------- |
| Gruppo A            | BEC                 | BIR                 | DIG                 | DAC                 | BUE                 | DEV                 | RIGA                | JEV                 | DEN                 | CAS                 | HUG                 |
| Gruppo B            | WEH                 | VAN                 | FRI                 | BAR                 | GUE                 | EVA                 | NAT                 | MAL                 | TIC                 | MOR                 | MUL                 |

#### Duelli di qualificazione
|  | Quarter-finals | Quarter-finals         | Quarter-finals     |                 |  | Semi-finals | Semi-finals | Semi-finals |  |  | Final | Final          | Final |
|  |                |                        |                    |                 |  |             |             |             |  |  |       |                |       |
|  | A2             | António Félix da Costa |                    |                 |  |             |             |             |  |  |       |                |       |
|  | A3             | Oliver Rowland         |                    |                 |  |             |             |             |  |  |       |                |       |
|  | A3             | Oliver Rowland         | Oliver Rowland     |                 |  |             |             |             |  |  |       |                |       |
|  |                |                        |                    |                 |  |             |             |             |  |  |       |                |       |
|  |                |                        | Jake Dennis        |                 |  |             |             |             |  |  |       |                |       |
|  | A1             | Jake Dennis            |                    |                 |  |             |             |             |  |  |       |                |       |
|  | A1             | Jake Dennis            |                    |                 |  |             |             |             |  |  |       |                |       |
|  | A4             | Jean-Éric Vergne       |                    |                 |  |             |             |             |  |  |       |                |       |
|  |                |                        |                    |                 |  |             |             |             |  |  |       | Oliver Rowland |       |
|  |                |                        |                    | Pascal Wehrlein |  |             |             |             |  |  |       |                |       |
|  | B2             | Edoardo Mortara        |                    |                 |  |             |             |             |  |  |       |                |       |
|  | B3             | Maximilian Günther     |                    |                 |  |             |             |             |  |  |       |                |       |
|  | B3             | Maximilian Günther     | Maximilian Günther |                 |  |             |             |             |  |  |       |                |       |
|  |                |                        |                    |                 |  |             |             |             |  |  |       |                |       |
|  |                |                        | Pascal Wehrlein    |                 |  |             |             |             |  |  |       |                |       |
|  | B1             | Pascal Wehrlein        |                    |                 |  |             |             |             |  |  |       |                |       |
|  | B1             | Pascal Wehrlein        |                    |                 |  |             |             |             |  |  |       |                |       |
|  | B4             | Norman Nato            |                    |                 |  |             |             |             |  |  |       |                |       |

## Gara
| Pos. | No. | Pilota                 | Costruttore | Giri | Tempo/Distacco               | Punti |
| ---- | --- | ---------------------- | ----------- | ---- | ---------------------------- | ----- |
| 1    | 9   | Mitch Evans            | Jaguar      | 35   | 1:45.14,758                  | 25    |
| 2    | 13  | Antonio Felix Da Costa | Porsche     | 35   | +0,384                       | 18+1  |
| 3    | 5   | Taylor Barnard         | McLaren     | 35   | +0,844                       | 15    |
| 4    | 8   | Sam Bird               | McLaren     | 35   | +1,158                       | 12    |
| 5    | 48  | Edoardo Mortara        | Mahindra    | 35   | +1,800                       | 10    |
| 6    | 21  | Nyck De Vries          | Mahindra    | 35   | +2,640                       | 8     |
| 7    | 16  | Sebastien Buemi        | Envision    | 35   | +2,997                       | 6     |
| 8    | 33  | Dan Ticktum            | Kiro Race   | 35   | +3,683                       | 4     |
| 9    | 25  | Jean-Eric Vergne       | DS          | 35   | +4,216                       | 2     |
| 10   | 2   | Stoffel Vandoorne      | Maserati    | 35   | +4,779                       | 1     |
| 11   | 7   | Maximilian Günther     | DS          | 35   | +5,093                       |       |
| 12   | 22  | Zane Maloney           | Lola        | 35   | +6,212                       |       |
| 13   | 17  | Norman Nato            | Nissan      | 35   | +7,174                       |       |
| 14   | 23  | Oliver Rowland         | Nissan      | 35   | +11,385                      |       |
| 15*  | 37  | Nick Cassidy           | Jaguar      | 34   | Problemi di energia          |       |
| Ret  | 1   | Pascal Wehrlein        | Porsche     | 29   | Collisione                   | 3     |
| NC   | 3   | David Beckmann         | Kiro Race   | 29   | +6 giri                      |       |
| Ret  | 27  | Jake Dennis            | Andretti    | 19   | Guasto all'impianto frenante |       |
| Ret  | 11  | Lucas Di Grassi        | Lola        | 5    | Danni da collisione          |       |
| Ret  | 55  | Jake Hughes            | Maserati    | 1    | Collisione                   |       |
| Ret  | 51  | Nico Müller            | Andretti    | 1    | Collisione                   |       |
| DNS  | 4   | Robin Frijns           | Envision    | -    | Guasto all'impianto frenante |       |

La gara è iniziata alle 18:05 (CET) del 7 Dicembre.

## Classifiche mondiali

### Classifica piloti
| Pos | Pilota                 | Punti |
| --- | ---------------------- | ----- |
| 1   | Mitch Evans            | 25    |
| 2   | Antonio Felix Da Costa | 19    |
| 3   | Taylor Barnard         | 15    |
| 4   | Sam Bird               | 12    |
| 5   | Edoardo Mortara        | 10    |

### Classifica squadre
| Pos | Costruttore | Punti |
| --- | ----------- | ----- |
| 1   | McLaren     | 27    |
| 2   | Jaguar      | 25    |
| 3   | Porsche     | 22    |
| 4   | Mahindra    | 18    |
| 5   | Envision    | 6     |
| 6   | Kiro Race   | 4     |
| 7   | DS          | 2     |
| 8   | Maserati    | 1     |

La gara è durata 31 giri, con un'estensione di ulteriori 4 giri dovuti ai periodi di Safety Car.